# Ardisia darienensis
Ardisia darienensis là một loài thực vật thuộc họ Myrsinaceae. Đây là loài đặc hữu của Panama.